# Beatmixing
Beatmixing is een dj-techniek om twee of meer muziekstukken zodanig af te spelen dat de beats per minute van die muziekstukken synchroon lopen. Het mixen gebeurt op een mengpaneel en geschiedt analoog door middel van het instellen van potmeters die door de weerstand te verhogen of te verlagen het volume van de kanalen regelen.
Beatmixing is eind jaren zestig uitgevonden door de Amerikaanse diskjockey Francis Grasso (1949-2001), die probeerde te voorkomen dat mensen tussen twee liedjes in de dansvloer verlieten. Aanvankelijk zocht hij naar platen met hetzelfde tempo, waarbij hij het tempo mat met een metronoom. Wanneer de tempo's niet overeenkwamen, paste hij die aan elkaar aan door het toerental van de platenspeler met een knopje te regelen. Met Rosie, een mengpaneel dat speciaal voor hem was gebouwd, kon hij via de hoofdtelefoon naar ieder gewenst kanaal luisteren, onafhankelijk van wat er op dat moment via de luidsprekers te horen was. Dit stelde hem in staat de tempo's op het gehoor op elkaar af te stemmen.
Beatmixing behoort tegenwoordig tot de basistechnieken van dj's in de wereld van de elektronische dansmuziek en is gemeengoed geworden in nachtclubs, waar het nu mogelijk is verschillende muzieknummers naadloos in elkaar te laten overvloeien.